# Gnitz
Gnitz er en halvø på øen Usedom mellem bugten  Krumminer Wiek i Peenestrom mod vest og Achterwasser mod øst, syd for kommunen Zinnowitz. Halvøen er identisk med kommunen  Lütow  i Amt Am Peenestrom i  Landkreis Vorpommern-Greifswald i  den tyske delstat Mecklenburg-Vorpommern.

## Geografi
Mod nord afgrænses halvøen af  „Großen Strumminer See“ der er omgivet af moseområder, hvilket giver halvøen karakter af en ø. Mod vest er der højdedrag med klitter og klinter, enebær og fyrreskove. Mod sydvest ligger det 32. meter høje Weißer Berg og på sydenden ligger det 61,3 hektar store Naturschutzgebiet Südspitze Gnitz som også kaldes „Möwenort“. Ud for østbredden ligger  den 99,14 ha store ø  Görmitz i Achterwasser, der  er forbundet med Gnitz med en dæmning. Øen er også et  naturschutzgebiet. 

## Eksterne kilder og henvisninger
1. ↑  Umweltministerium Mecklenburg-Vorpommern (Hrsg.): Südspitze Gnitz 248 in: Die Naturschutzgebiete in Mecklenburg-Vorpommern. Demmler-Verlag, Schwerin 2003, S. 182 f.

- Wikimedia Commons har flere filer relateret til Gnitz

54°1′49″N 13°53′29″Ø / 54.03028°N 13.89139°Ø